# Italian Open 2010 (теніс)
Italian Open 2010 (також відомий під назвою Rome Masters 2010 і спонсорською назвою Internazionali BNL d'Italia 2010) - чоловічий і жіночий тенісний турнір, що проходив на відкритих кортах з ґрунтовим покриттям Foro Italico в Римі (Італія). Це був 67-й за ліком турнір. Належав до категорії Мастерс у рамках Туру ATP 2010 і категорії Premier 5 у рамках Туру WTA 2010. Чоловічий турнір тривав з 24 квітня до 2 травня, а жіночий - з 30 квітня до 8 травня 2010 року.

## Учасники

### Сіяні учасники
| Спортсмен           | Країна          | Рейтинг* | Сіяний |
| ------------------- | --------------- | -------- | ------ |
| Роджер Федерер      | Швейцарія       | 1        | 1      |
| Новак Джокович      | Сербія          | 2        | 2      |
| Рафаель Надаль      | Іспанія         | 3        | 3      |
| Енді Маррей         | Велика Британія | 5        | 4      |
| Робін Содерлінг     | Швеція          | 8        | 5      |
| Фернандо Вердаско   | Іспанія         | 9        | 6      |
| Жо-Вілфрід Тсонга   | Франція         | 10       | 7      |
| Марин Чилич         | Хорватія        | 11       | 8      |
| Михайло Южний       | Росія           | 13       | 9      |
| Томаш Бердих        | Чехія           | 14       | 10     |
| Іван Любичич        | Хорватія        | 15       | 11     |
| Хуан Карлос Ферреро | Іспанія         | 16       | 12     |
| Давид Феррер        | Іспанія         | 17       | 13     |
| Джон Ізнер          | США             | 22       | 14     |
| Сем Кверрі          | США             | 23       | 15     |
| Хуан Монако         | Аргентина       | 24       | 16     |

- Рейтинг подано станом на 19 квітня 2010 року.

### Інші учасники
Гравці, що отримали вайлд-кард на участь в основній сітці:
- Сімоне Болеллі
- Паоло Лоренці
- Потіто Стараче
- Філіппо Воландрі

Гравець, що потрапив в основну сітку як особливий виняток:
- Тіємо де Баккер

Нижче наведено гравців, які пробились в основну сітку через стадію кваліфікації:
- Хуан Ігнасіо Чела
- Сантьяго Хіральдо
- Марсель Гранольєрс
- Ян Гаєк
- Мікаель Льодра
- Петер Лучак
- Леонардо Маєр

Гравець, що потрапив в основну сітку як щасливий лузер:
- Зімон Гройль

### Відмовились від участі
Відомі гравці, що знялись з турніру:
- Микола Давиденко (перелом зап'ястка) [2]
- Хуан Мартін дель Потро (правий зап'ясток) [2]
- Томмі Гаас (операція на правому стегні)
- Фернандо Гонсалес (травма коліна)
- Іво Карлович (травма ахілла)
- Гаель Монфіс (лівий зап'ясток)
- Давід Налбандян (права нога)
- Томмі Робредо (травма спини)
- Енді Роддік (free exemption) [2]
- Жиль Сімон (праве коліно)
- Радек Штепанек (втома)

## Учасниці

### Сіяні учасниці
| Спортсменка        | Країна    | Рейтинг* | Сіяна |
| ------------------ | --------- | -------- | ----- |
| Серена Вільямс     | США       | 1        | 1     |
| Каролін Возняцкі   | Данія     | 2        | 2     |
| Дінара Сафіна      | Росія     | 3        | 3     |
| Вінус Вільямс      | США       | 4        | 4     |
| Світлана Кузнецова | Росія     | 5        | 5     |
| Олена Дементьєва   | Росія     | 6        | 6     |
| Єлена Янкович      | Сербія    | 7        | 7     |
| Агнешка Радванська | Польща    | 8        | 8     |
| Вікторія Азаренко  | Білорусь  | 9        | 9     |
| Саманта Стосур     | Австралія | 10       | 10    |
| Яніна Вікмаєр      | Бельгія   | 12       | 11    |
| Флавія Пеннетта    | Італія    | 15       | 12    |
| Франческа Ск'явоне | Італія    | 17       | 13    |
| Надія Петрова      | Росія     | 18       | 14    |
| Віра Звонарьова    | Росія     | 19       | 15    |
| Шахар Пеєр         | Ізраїль   | 20       | 16    |

- Рейтинг подано станом на 19 квітня 2010.

### Інші учасниці
Гравчині, що отримали вайлд-кард на участь в основній сітці:
- Марія Елена Камерін
- Корінна Дентоні
- Роміна Опранді
- Серена Вільямс

Нижче наведено гравчинь, які пробились в основну сітку через стадію кваліфікації:
- Акгуль Аманмурадова
- Грета Арн
- Бояна Йовановські
- Сесил Каратанчева
- Варвара Лепченко
- Бетані Маттек-Сендс
- Моріта Аюмі
- Кароліна Шпрем

Гравчиня, що потрапила в основну сітку як щасливий лузер:
- Полін Пармантьє

### Відмовились від участі
Гравчиня, що знялась з турніру:
- Саманта Стосур (Fatigue, Sore Right Arm)

## Фінальна частина

### Чоловіки. Одиночний розряд
Рафаель Надаль —  Давид Феррер, 7–5, 6–2
- Для Надаля це був другий титул за сезон і 38-й - за кар'єру. Це була його 5-та перемога в Римі після 2005, 2006, 2007 і 2009 років.
- Надаль поділив з Андре Агассі рекорд за найбільшою кількістю перемог на турнірах Мастерс - 17.

### Одиночний розряд. Жінки
Марія Хосе Мартінес Санчес —  Єлена Янкович, 7–6(5), 7–5
- Для Мартінес Санчес це був перший титул за сезон і 3-й - за кар'єру.

### Парний розряд. Чоловіки
Боб Браян /  Майк Браян —  Джон Ізнер /  Сем Кверрі, 6–2, 6–3

### Парний розряд. Жінки
Хісела Дулко /  Флавія Пеннетта —  Нурія Льягостера Вівес /  Марія Хосе Мартінес Санчес, 6–4, 6–2